# Julia Maciejewiczowa
Julia Kazimiera Maciejewicz z domu Moszczyńska (ur. 1863 w Teklinowie w powiecie orszańskim, zm. 15 stycznia 1937 w Wilnie) – polska nauczycielka i działaczka oświatowa, organizatorka szkolnictwa polskiego w Wilnie.

## Życiorys
Ukończyła pensję w Rydze, a dyplom nauczycielski uzyskała w Dorpacie. Początkowo pracowała jako nauczycielka domowa. Wyszła za mąż za Edwarda Maciejewicza, powstańca styczniowego. Owdowiawszy w 1899 roku, przeniosła się w 1900 roku do Wilna, gdzie założyła internat polskich uczennic szkół średnich. Internat ten, z uwagi na duży nacisk położony na dokształcanie i patriotyczne wychowanie, miał wręcz charakter polskiej szkoły.
W roku 1907 założyła sześcioklasową szkołę handlową dla dziewcząt. Od 1913 była działaczką Towarzystwa Wzajemnej Pomocy Nauczycielek i Wychowawczyń, a następnie Stowarzyszenia Nauczycielstwa Polskiego. Uzyskawszy w 1915 pozwolenie na zorganizowanie zbiorowego nauczania dla chłopców i dziewcząt, przekazała je Towarzystwu, dzięki czemu powstały w Wilnie dwie pierwsze polskie szkoły średnie: późniejsze męskie Gimnazjum im. Króla Zygmunta Augusta w Wilnie i żeńskie Gimnazjum im. Elizy Orzeszkowej w Wilnie. Na rzecz tego ostatniego oddała pomieszczenia i wyposażenie swojej szkoły handlowej, wraz z Julią Rodziewiczową zostając jego pierwszą przełożoną. W gimnazjum im. Orzeszkowej, aż do emerytury w 1924, uczyła też języka niemieckiego. Jednocześnie, do 1935 roku, prowadziła internat dla dziewcząt, działała też w Związku Pracy Obywatelskiej Kobiet. 
2 maja 1923 została odznaczona Krzyżem Kawalerskim Orderu Odrodzenia Polski „za zasługi, położone na polu pracy wychowawczej i pedagogicznej wśród ciężkich warunków na Kresach Wschodnich Rzeczypospolitej Polskiej”. 
Julia Maciejewiczowa została pochowana na cmentarzu Na Rossie w Wilnie.